# Municipio de Richland (condado de Miami, Indiana)
El municipio de Richland (en inglés: Richland Township) es un municipio ubicado en el condado de Miami en el estado estadounidense de Indiana. En el año 2010 tenía una población de 1179 habitantes y una densidad poblacional de 11,34 personas por km².

## Geografía
El municipio de Richland se encuentra ubicado en las coordenadas 40°51′54″N 86°0′43″O / 40.86500, -86.01194. Según la Oficina del Censo de los Estados Unidos, el municipio tiene una superficie total de 104.01 km², de la cual 102,7 km² corresponden a tierra firme y (1,26 %) 1,31 km² es agua.

## Demografía
Según el censo de 2010, había 1179 personas residiendo en el municipio de Richland. La densidad de población era de 11,34 hab./km². De los 1179 habitantes, el municipio de Richland estaba compuesto por el 96,27 % blancos, el 0,25 % eran afroamericanos, el 1,27 % eran amerindios, el 0,08 % eran asiáticos, el 0,51 % eran de otras razas y el 1,61 % eran de una mezcla de razas. Del total de la población el 1,44 % eran hispanos o latinos de cualquier raza.